# Odalisk
Odalisk var en kvinnlig husslav i en sultans harem som betjänade någon av haremsdamerna. Hon skulle även på sultanens tillsägelse roa honom med musik, sång och dans. Bland odaliskerna uttogs härskarens legitima hustrur eller konkubiner. Inom västvärlden har odalisker varit ett populärt ämne för erotiska tavlor. 
Hos muslimska privatpersoner stod odalisken ofta i sexuellt förhållande till husbonden som konkubin. Om hennes ägare valde att erkänna faderskapet till hennes barn, räknades barnet enligt islamisk lag som född inom äktenskapet trots att parterna inte var gifta med varandra, och modern blev en umm walad och frigiven vid sin ägares död. 

## Galleri

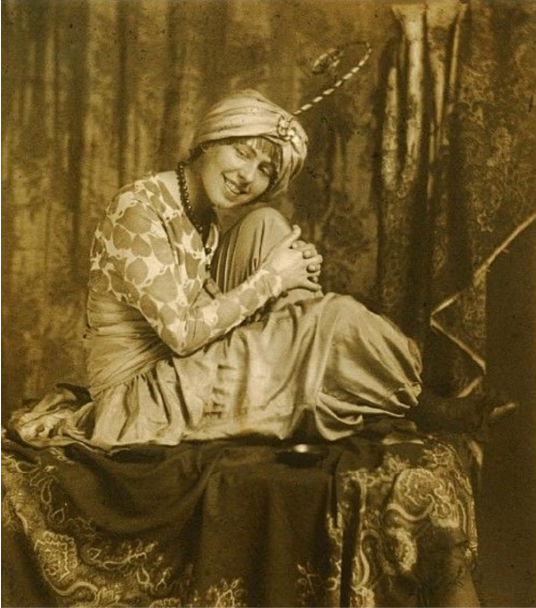
Konstnären Sophie Taeuber-Arp klädd som en Odalisk på ett fotografi från 1914.
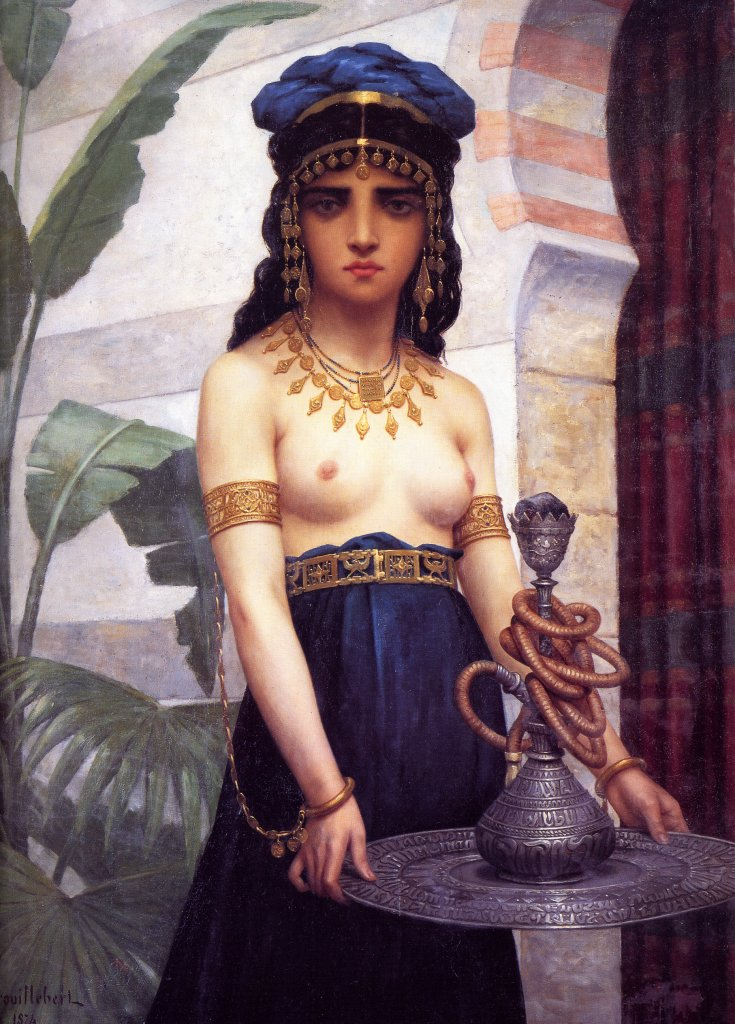
Tjänsteflicka vid haremet av Paul Trouillebert, 1874
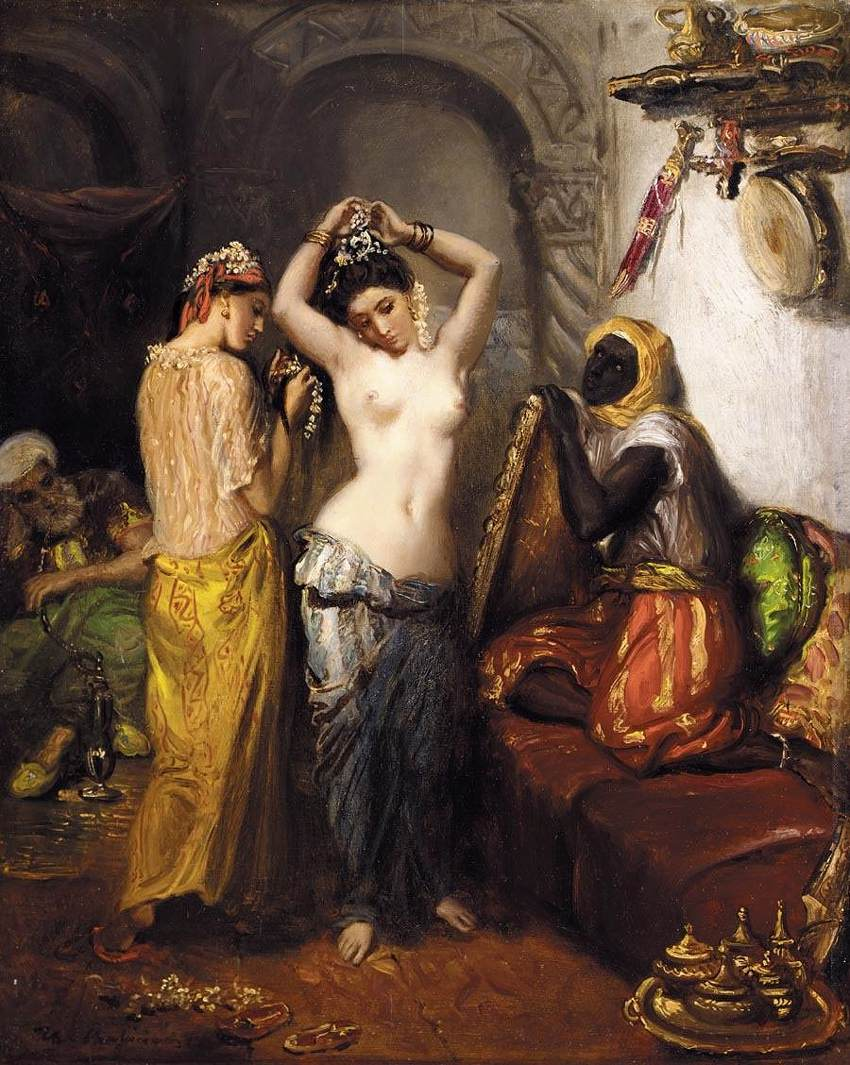
Harem av Théodore Chassériau, ca 1845
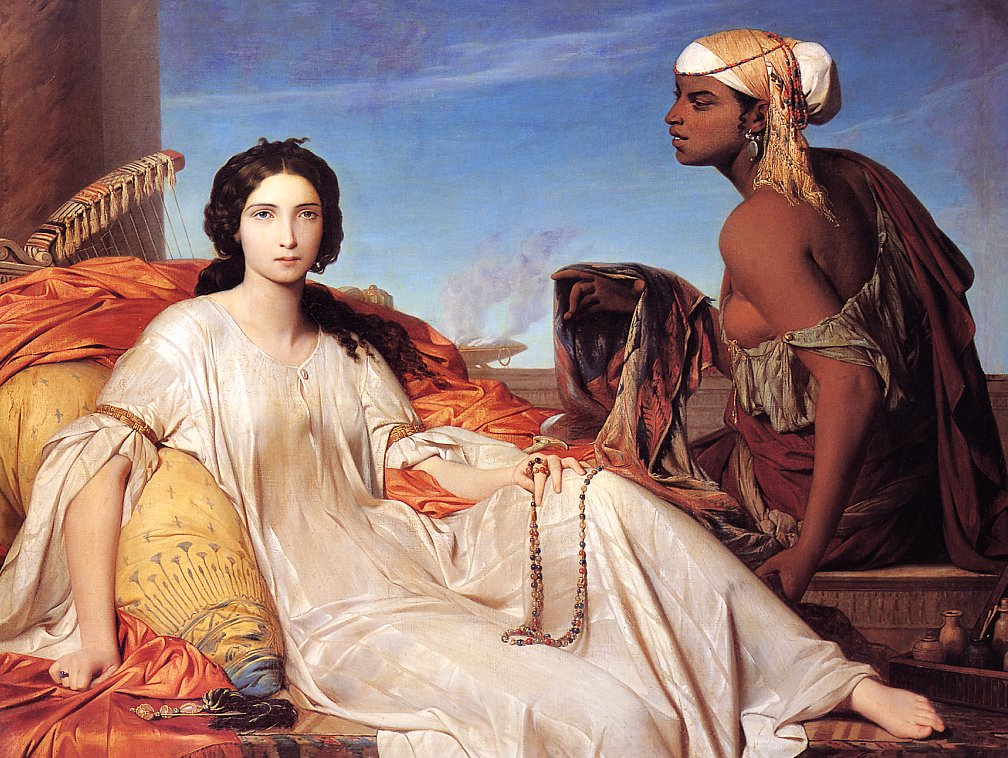
Odalisk av Léon Benouville, 1844
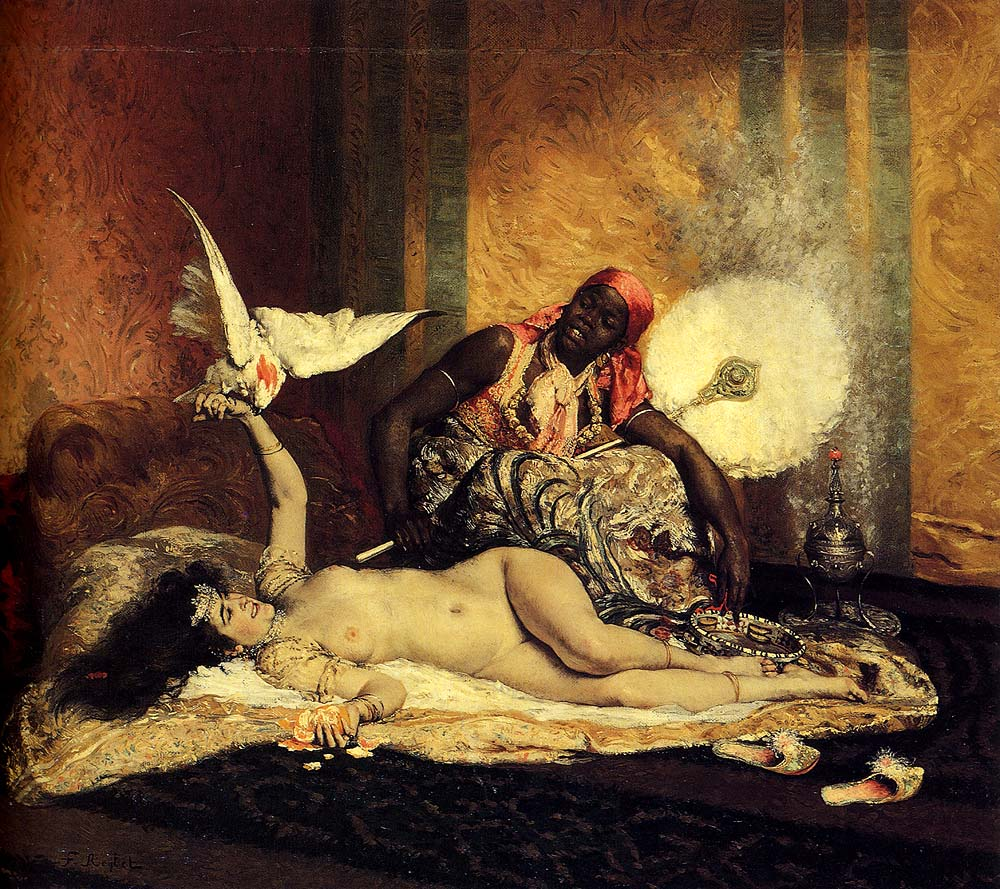
Odalisk av Ferdinand Roybet, ca 1900